# Ли Чжо
Ли Чжо (кит. 李卓; род. 4 декабря 1981, Телин, Ляонин) — китайская тяжелоатлетка, выступавшая в весовой категории до 48 кг. Серебряный призёр Олимпийских игр, чемпионка Азии.

## Биография
Ли Чжо родилась 4 декабря 1981 года. Она поступила в детскую спортивную школу Телина в 1994 году, а через год поступила в спортивный колледж провинции Ляонин. В 1998 году она была включена состав национальной сборной Китая.

## Карьера
На чемпионате мира среди юниоров 1999 года завоевала золото в весовой категории до 48 килограммов, подняв в сумме 175 кг.
На чемпионате Азии в весовой категории до 48 кг Ли Чжо выиграла золотую медаль, установив два мировых рекорда (96,5 кг в рывке и 116,5 кг в толчке). Два года спустя она выиграл золотую медаль на Восточноазиатских играх и серебряную медаль на Спартакиаде народов КНР. Год спустя она стала чемпионкой Азиатских игр 2002 в Пусане.
Выиграла золотую медаль на университетских Кубках мира 2002 и 2003 годов с результатами 200 и 207,5 кг, соответственно.
В 2003 году она снова выиграла чемпионат Азии в весовой категории до 48 кг. На Олимпийских играх в Афинах она уступила только турчанке Нурджан Тайлан и стала серебряным призёром, подняв в сумме 205 кг (92,5 кг в рывке и 112,5 кг в толчке).
На Спартакиаде народов КНР 2005 года Ли Чжо завоевала бронзовую медаль в весовой категории до 48 кг среди женщин.